# Корнейчук, Пётр Антонович
Пётр Антонович Корнейчук — советский хозяйственный деятель, Герой Социалистического Труда.

## Биография
Родился в 1896 году в селе Гнаденталь (ныне — село Долиновка Болградского района Одесской области). Член КПСС.
Участник Великой Отечественной войны
В 1945—1968 годах — звеньевой кукурузоводческого звена колхоза имени Ленина Арцизского района Одесской области Украинской ССР.
Указом Президиума Верховного Совета СССР от 5 ноября 1962 года присвоено звание Героя Социалистического Труда с вручением ордена Ленина и золотой медали «Серп и Молот».
Делегат XXII съезда КПСС.
Умер в 1976 году в Плоске.

## Награды и звания
- Герой Социалистического Труда (05.11.1962)
- Орден Ленина (01.06.1949, 05.11.1962)
- Орден Трудового Красного Знамени (26.02.1958)